# Hülben
Hülben – miejscowość i gmina w Niemczech, w kraju związkowym Badenia-Wirtembergia, w rejencji Tybinga, w regionie Neckar-Alb, w powiecie Reutlingen, wchodzi w skład wspólnoty administracyjnej Bad Urach. Leży na północnych obrzeżach jury Szwabskiej, ok. 15 km na wschód od Reutlingen.